# Анђело Доменгини
Анђело Доменгини (итал. Angelo Domenghini; 25. август 1941) бивши је италијански фудбалер.

## Биографија
Дебитовао је 1960. године за Аталанту, где је провео четири сезоне, одиграо 69 првенствених утакмица. За то време освојио је трофеј Купа Италије.
Својом игром за овај тим привукао је пажњу стручног штаба клуба Интера из Милана, у који је дошао 1964. године. Играо је за „нероазуре” наредних пет сезона. Већину времена проведеног у Интеру био је стандардни првотимац. Био је један од најбољих стрелаца тима, освојио са тимом две титуле шампиона Италије, Интерконтинентални куп и Куп европских шампиона.
Потом је у периоду од 1969. до 1979. играо у разним клубовима Каљари, Рома, Верона, Фођа и Олбија. Током ових година, додао је још једну титулу шампиона Италије (са Каљаријем).
Професионалну играчку каријеру завршио је у нижелигашком клубу Тренто, за чији тим је играо током сезоне 1978/79.
Дебитовао је 1963. године у званичним утакмицама за репрезентацију Италије. Одиграо је 33 утакмице и постигао 7 голова. Био је члан тима који је на домаћем терену освојио Европско првенство 1968, и тима који је стигао до финала Светског првенства 1970. године у Мексику. Постигао је гол у финалу Европског првенства 1968. против Југославије, за изједначење резултата. Пошто је утакмица завршена нерешено 1:1, одиграна је поновљена у којој је Италија победила 2:0.
По завршетку играчке каријере радио је као тренер. Радио је са италијанским тимовима у нижим лигама, неколико пута је тренирао тим Дертона.

## Успеси

### Клуб
Аталанта
- Куп Италије: 1962/63.[2]

Интер Милано
- Серија А: 1964/65, 1965/66.[3]
- Куп европских шампиона: 1964/65.
- Интерконтинентални куп: 1964, 1965.

Каљари
- Серија А: 1969/70.

### Репрезентација
Италија
- Европско првенство: 1968.
- Светско првенство: финале 1970.

### Индивидуалне награде
- Најбољи стрелац Купа Италије: 1962/63. (15 голова)
- Уврштен у најбољи тим Европског првенства 1968.